# Lucio de Alejandría
Lucio de Alejandría (muerto ca. 380) fue un obispo arriano nombrado por dos veces como arzobispo de Alejandría, la primera durante el papado de Atanasio de Alejandría (363) y la segunda, durante el papado de Pedro II (373-380). Fue ordenado por Jorge de Laodicea y se hizo el líder de los arrianos en la ciudad tras su muerte.

## Arzobispo de Alejandría
La primera vez que Lucio aparece en la historia fue el año 363, cuando participó de la comitiva de arrianos enviada hasta Antioquía para solicitar al recién nombrado emperador romano Joviano que les fuera otorgado el derecho de proscribir a Atanasio y así elegir un nuevo obispo, de la corriente arriana. Las peticiones fueron gráficamente descritas por Sozomeno y forman parte hoy del apéndice de la "Carta a Joviano", de Atanasio.

### En 373
Tras la muerte de Atanasio, la Iglesia de Alejandría fue atacada por el alcalde de la ciudad, Paladio, un creyente de la antigua religión. Pedro, entonces obispo electo, fue expulsado (o prendido). El obispo de Antioquía, el arriano Euzoio, consiguió del emperador romano Valente la autorización para apresar a Lucio, que llegó entonces a la ciudad escoltado por soldados y por el propio Euzoio, aclamado por la cuota de la población aún fiel a la antigua religión como "enviado de Serapis".
Inmediatamente, inició una persecución a los cristianos ortodoxos (no arrianos) de la ciudad, prendiendo y torturando a varios de ellos a través de Paladio, representante del poder secular. Por cuenta de esto, fue llamado del "Segundo Arrio" por Gregorio Nacianceno, que describió horrorizado la persecución en su Oración 25.
Cuando Valente murió, en 378, él fue finalmente expulsado de Alejandría y fue a Constantinopla, donde se unió a los arrianos que estaban causando enormes problemas a Gregorio Nacianceno. Murió en 380 y fue considerado obispo por los arrianos de Alejandría hasta su muerte.

## Obras
De sus obras, no ha llegado ningún manuscrito hasta nosotros. Jerónimo de Estridón se refiere a Lucio como autor de una serie de libros en defensa del credo arriano y de Solemne de Paschate Epistolae, obra citada en los actos del Concilio Lateranense del 649.